# Cumulonimbus arcus

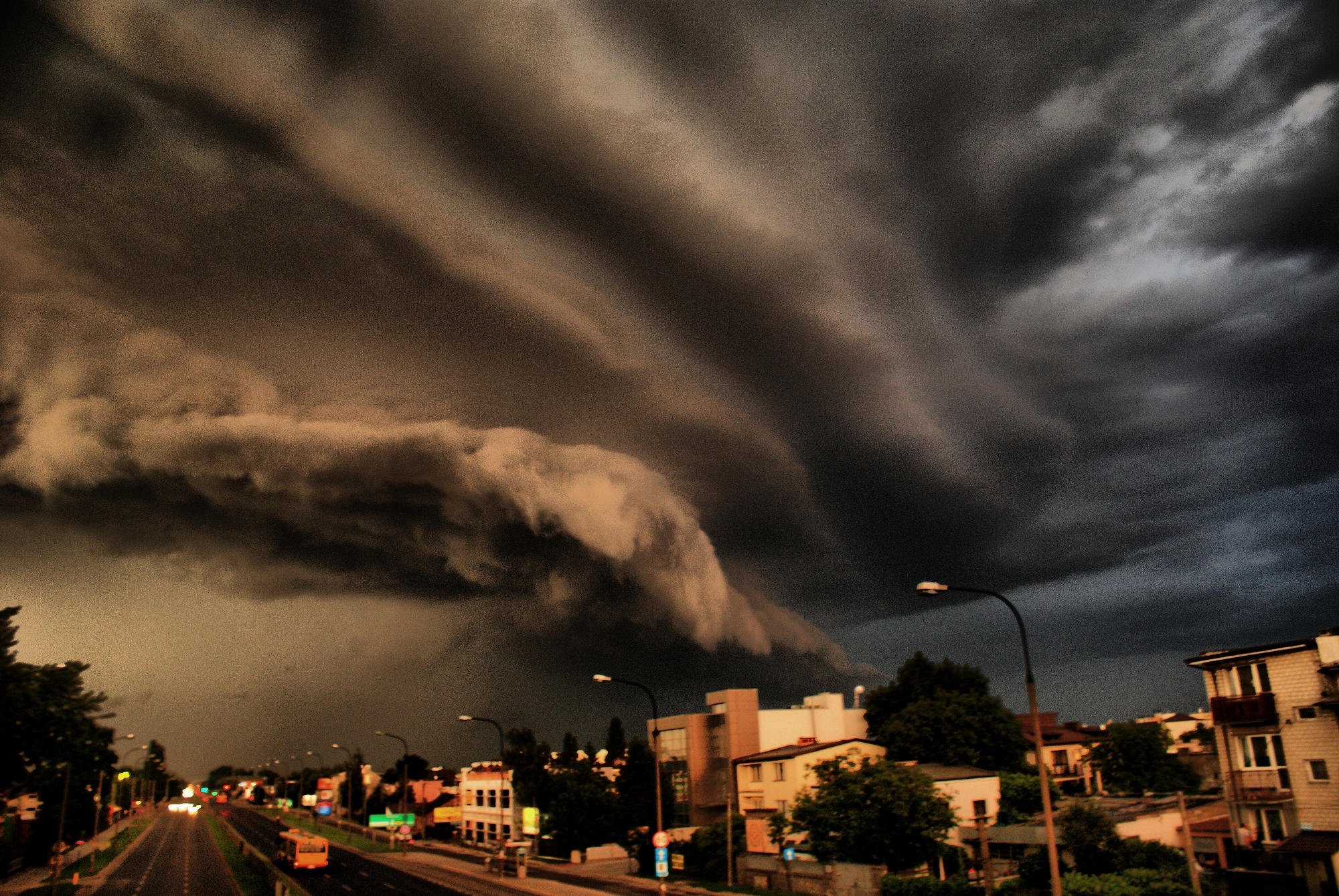
Грозовий комір над Варшавою, Польща

Cumulonimbus arcus (грозови́й ко́мір) — узагальнена назва різновидів купчасто-дощових хмар, які виглядають як довгий вал. Хмара нагадує поперечний переріз горизонтального клина. Це кріпиться до основи хмари батька (як правило, шторм). Цей тип хмар утворюється найчастіше на межі атмосферних фронтів, завжди на передньому краї грози. В області його виникнення, як правило, з'являються сильний дощ і поривчастий вітер, шквал. Можуть існувати з, або без волокнисто-перистоподібної верхньої частини. Хмари з нею називаються «хмари-полиці»[джерело?], а хмари без неї — «хмари-валки»[джерело?]

## Умови формування

### Хмари-валки
Умови формування цього типу хмар є достатньо складним.
Найсприятливіші умови для формування валків відбувається, коли нижній шар повітря є нестійким, але увінчані інверсії-на стійку шару повітря. Там повинен існувати помірний вітер. Це часто відбувається, коли верхня повітря слабшає, наприклад, за антициклонічних умов, і також часто зустрічається, коли туман утворюється відразу. Конвекція відбувається нижче інверсії, з повітря зростає в термічних нижче хмар і тоне в повітрі між вулицями.
Метеорологи так описують появу коміра: піднімається тепле вологе повітря, остигає нижче точки роси і, конденсуючись, утворює хмару. Якщо такий процес відбувається по всій довжині уздовж витягнутого повітряного фронту, то може утворитися грозовий комір.

## Галерея

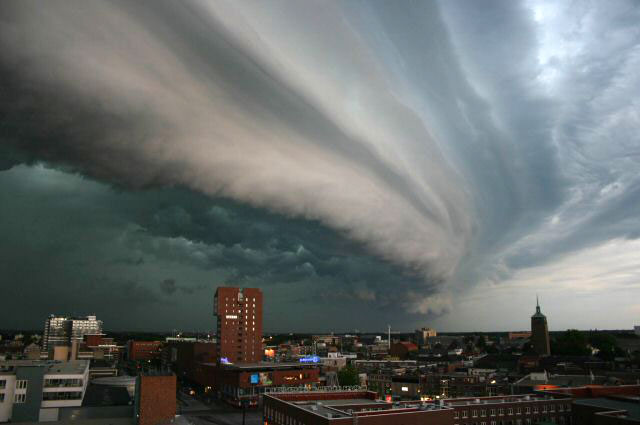
Хмара-полиця над Енсхеде, Нідерланди
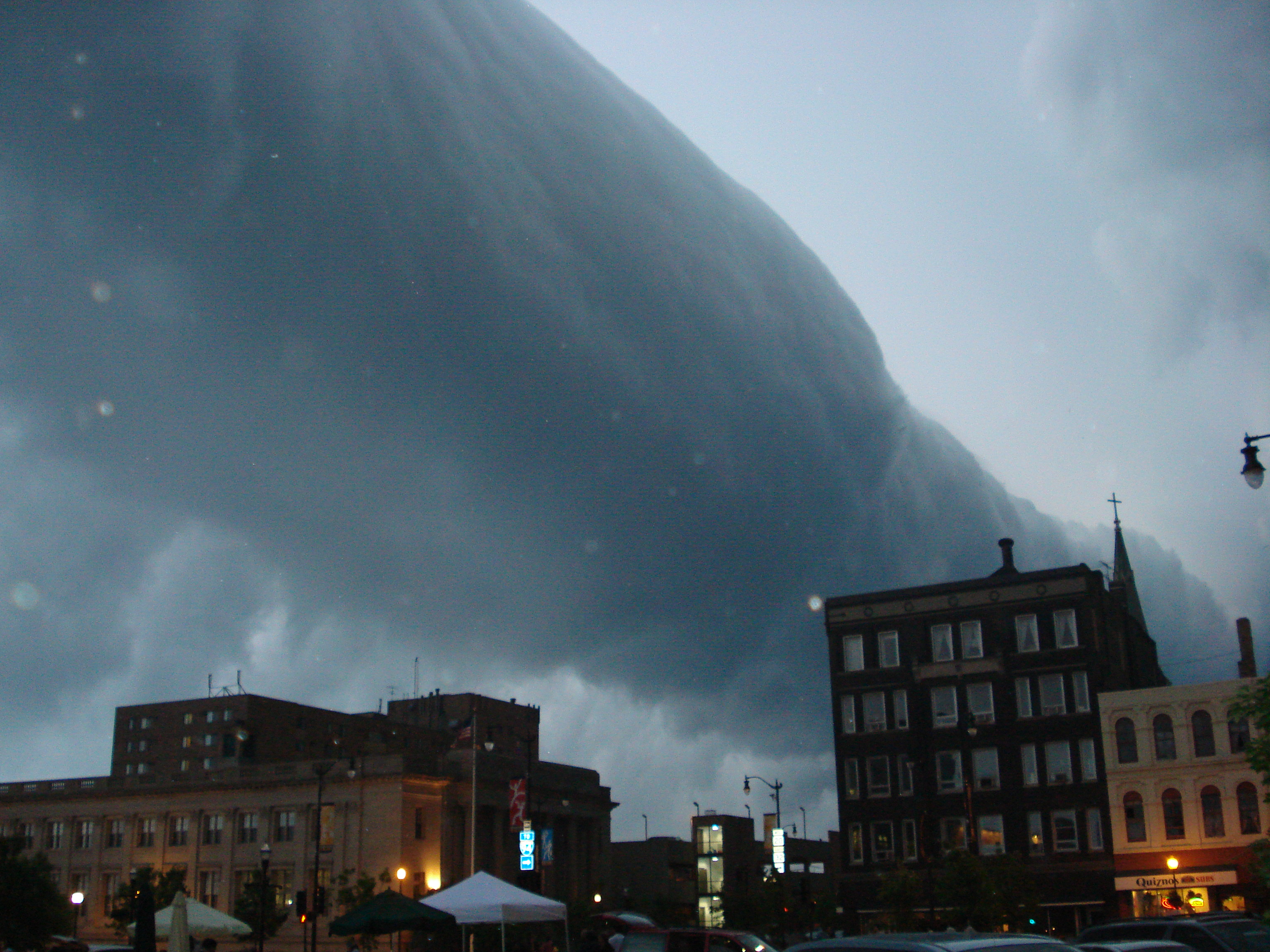
Хмара-валок над містом Расін, США
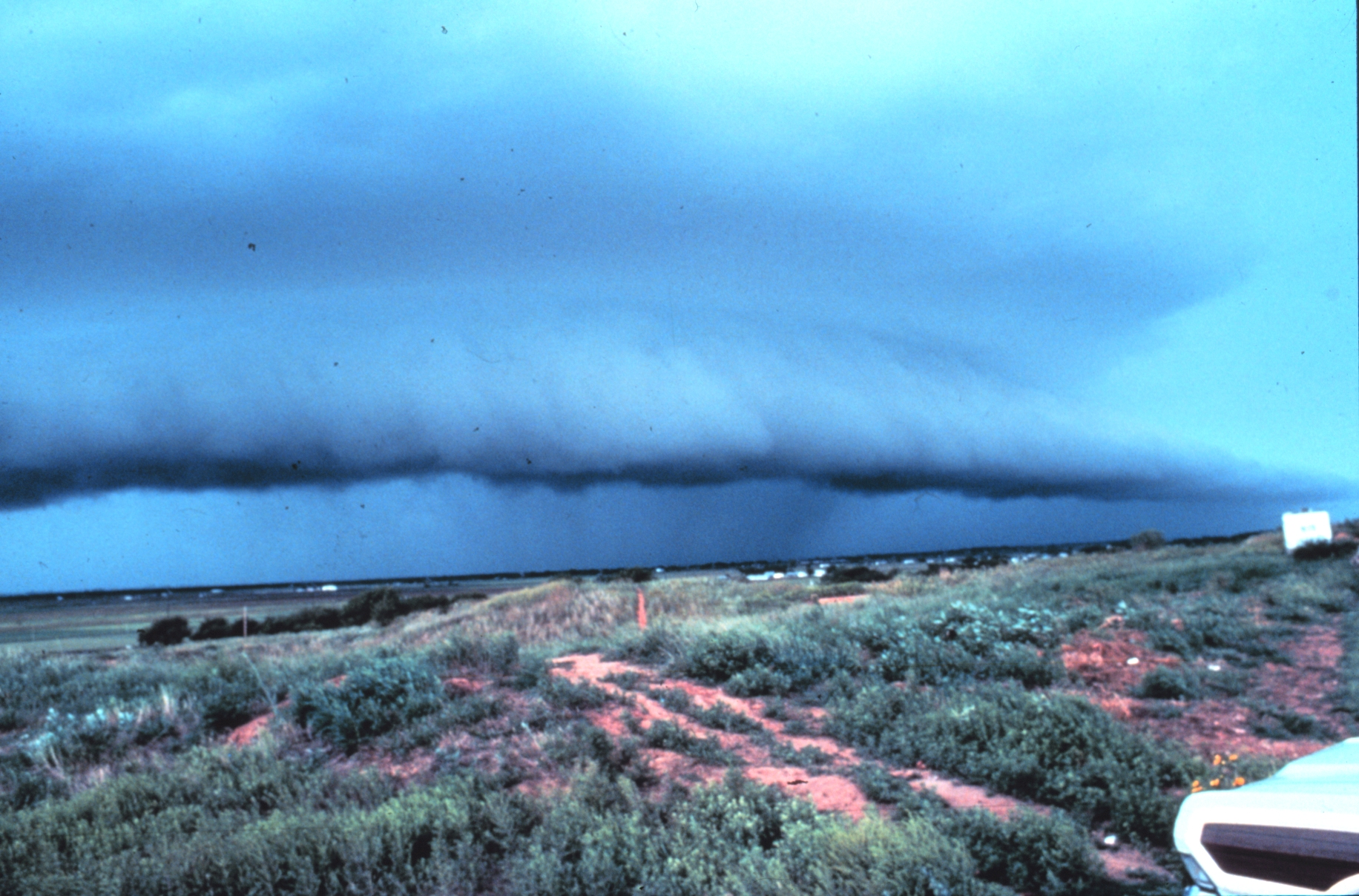
Ще приклад хмари-валка
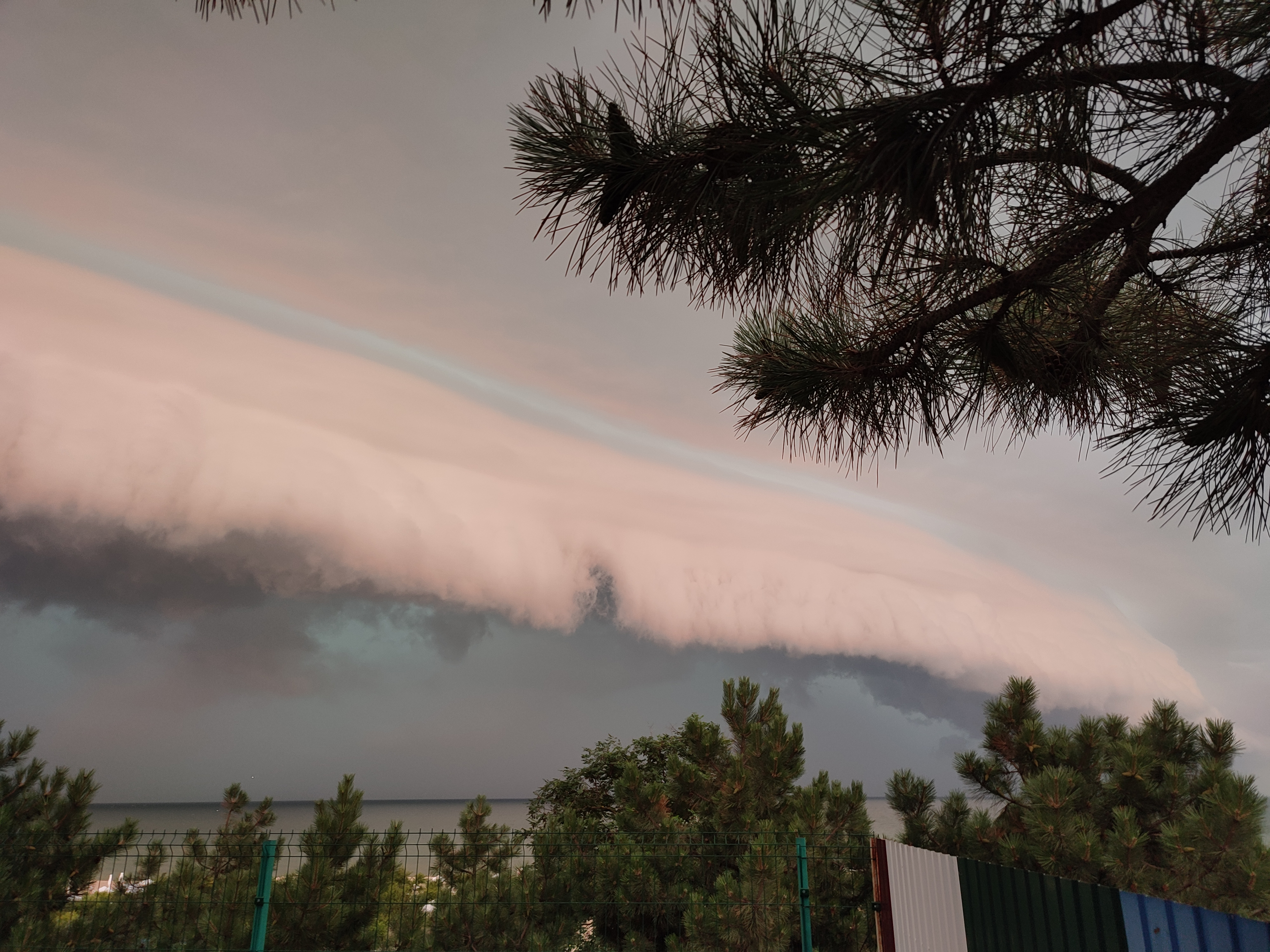
Грозовий комір над Азовським морем, місто Приморськ
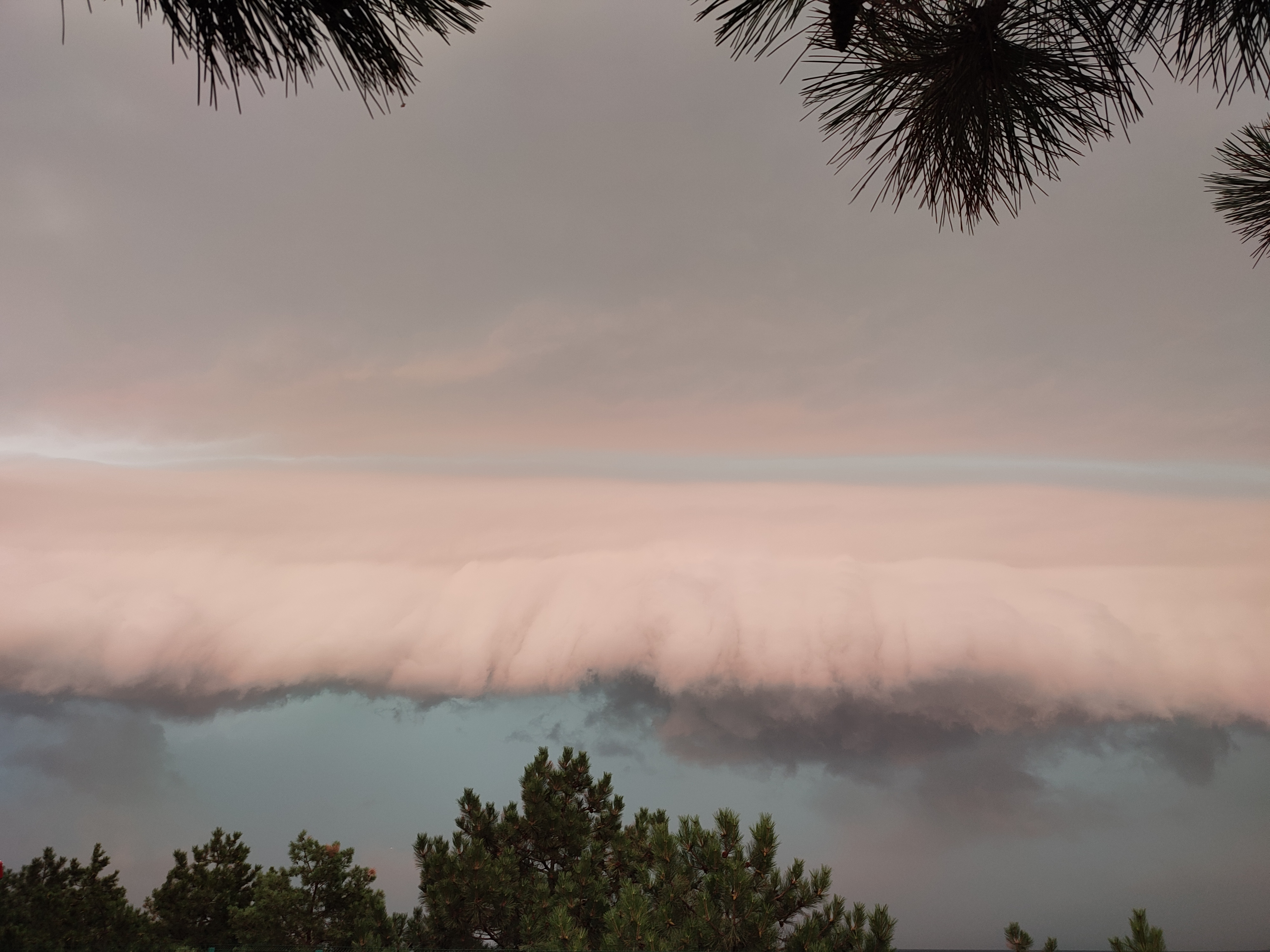
Той самий грозовий комір над Азовським морем, місто Приморськ